# Obeckov
Obeckov este o comună slovacă, aflată în districtul Veľký Krtíš din regiunea Banská Bystrica. Localitatea se află la altitudinea de 170 m deasupra n.m., se întinde pe o suprafață de 10,88 km2 și în 2017 număra 474 de locuitori.

## Istoric
Localitatea Obeckov este atestată documentar din 1323.

## Demografie
| An:                | 1994 | 2004    | 2014   | 2024    |
| ------------------ | ---- | ------- | ------ | ------- |
| Număr de persoane: | 424  | 478     | 496    | 433     |
| Diferență:         |      | +12,73% | +3,76% | −12,70% |

| An:                | 2023 | 2024   |
| ------------------ | ---- | ------ |
| Număr de persoane: | 424  | 433    |
| Diferență:         |      | +2,12% |